# 10809 Майстерройер
10809 Майстерройер (10809 Majsterrojr) — астероїд головного поясу, відкритий 17 березня 1993 року.
Тіссеранів параметр щодо Юпітера — 3,175.